# Sweepstakes (Schiff)

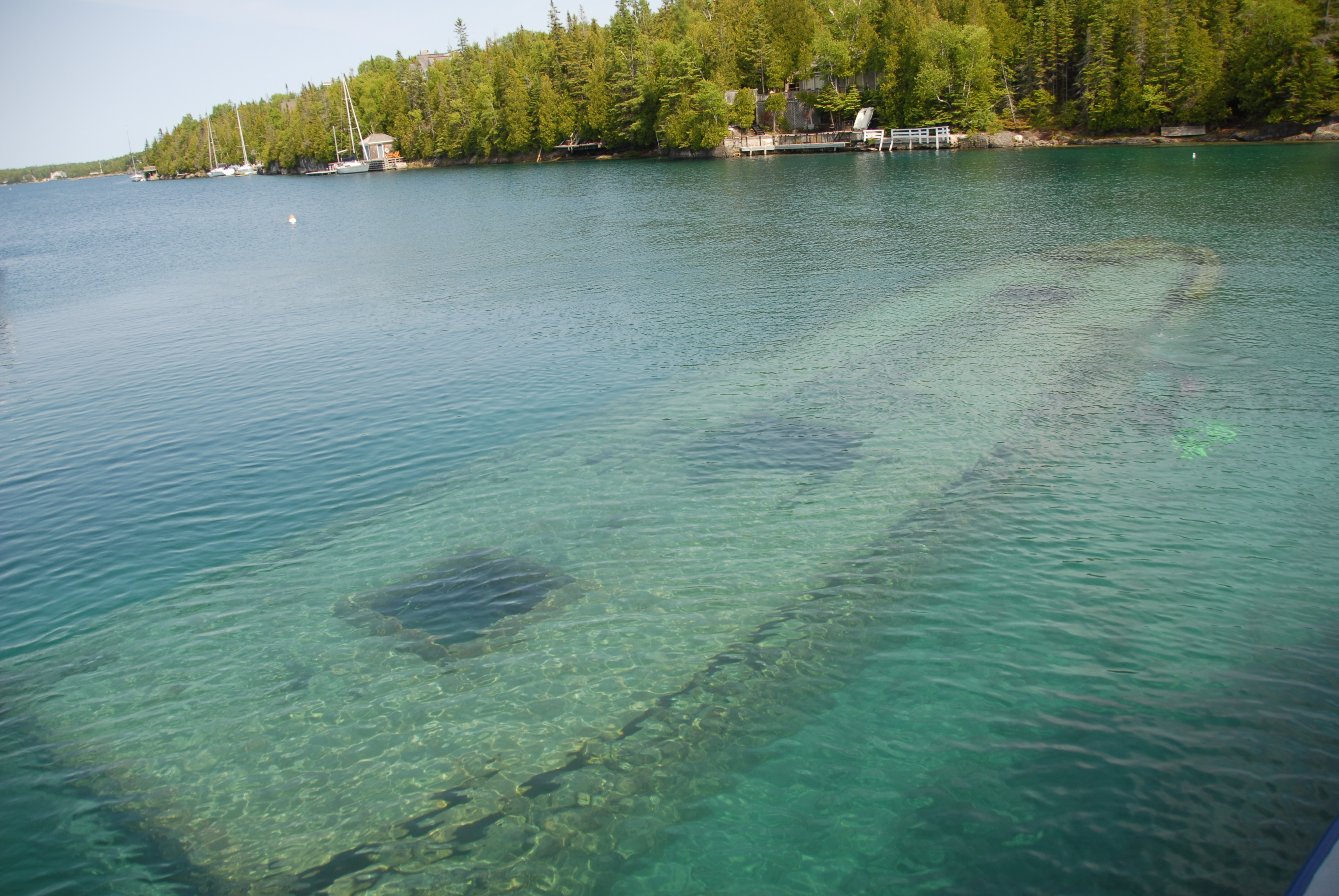
Sweepstakes unter Wasser (2011)

Die Sweepstakes war ein kanadischer Schoner. Das Schiff wurde 1867 gebaut und befuhr als Handelsschiff die Großen Seen. Im August 1885 lief es im Huronsee vor Cove Island auf Grund und wurde in den „Big Tub Harbour“ nahe Tobermory geschleppt. Dort sank es im September 1885. Heute liegt das Wrack der Sweepstakes in einem Teil des Fathom Five National Marine Park (Position 45° 15′ 19″ N, 81° 40′ 50″ W). Wegen des fast vollständig erhaltenen Schiffsrumpfs ist es ein beliebtes Ziel für Taucher.